# Keizo Obuchi
Keizo Obuchi (japanska: 小渕恵三, Obuchi Keizō), född 25 juni 1937, död 14 maj 2000, var en japansk politiker och landets 54:e premiärminister. Han fullföljde aldrig sin ämbetsperiod på grund av ett dödligt strokeanfall.